# Joncadella
Joncadella és un veïnat del municipi de Sant Joan de Vilatorrada al Bages. Forma part de l'entitat municipal descentralitzada de Sant Martí de Torroella. El 2019 tenia 22 habitants.
Al costat hi ha el santuari de Santa Maria de Joncadella considerat un dels centres de devoció mariana del Pla de Bages. També s'hi pot trobar un viaducte ferroviari de 169 metres de longitud i 25 metres d'alçada que consta de tretze arcs.